# Bolesław Bronisław Duch
Bolesław Bronisław Duch (1885-1980) fue un mayor general polaco.
Nació en Borshchiv, que en ese momento formaba parte del Reino de Galitzia y Lodomeria. Sirvió en las Legiones polacas durante la Primera Guerra Mundial y en el Ejército de Polonia en el período de entreguerras. En 1939 huyó a Europa Occidental, donde dirigió la Primera División de Granaderos polacos en Francia (1940), la Primera Brigada de Fusileros del Primer Cuerpo Polaco en Escocia (1942-43) y la Tercera División de Infantería de los Cárpatos del Segundo Cuerpo polaco (1943-46). Después de la Segunda Guerra Mundial, Duch se estableció en Londres y se convirtió en presidente del Consejo de la Asociación Mundial de Veteranos Polacos. Su lápida se encuentra en el cementerio de guerra polaco en Monte Cassino, Italia.